# Dzieło fortyfikacyjne

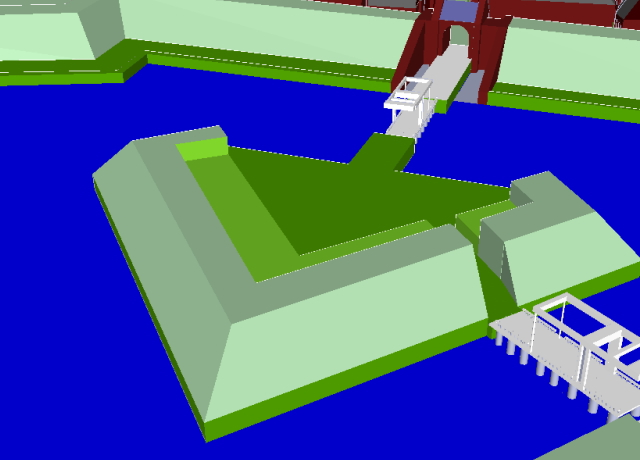
Dzieło fortyfikacyjne (rawelin)

Dzieło fortyfikacyjne – pojedyncza budowla lub zespół budowli fortyfikacyjnych w dawnych fortyfikacjach. Rolą poszczególnych dzieł fortyfikacyjnych było umożliwienie załodze umocnionego obszaru wykonywanie jednego zadania bojowego w ramach osłaniania bronionego obszaru. Wznoszono je przed obwodem obronnym o narysie bastionowym lub poligonalnym.
Rodzaje dzieł fortyfikacyjnych:
- Dzieło koronowe
- Dzieło rogowe
- Kleszcze
- Luneta
- Przeciwstraż
- Rawelin
- Reduta

Termin ten w późniejszej literaturze zastąpiono pojęciami obiektu fortyfikacyjnego, punktu oporu, a także węzła obrony.